# Сантехник

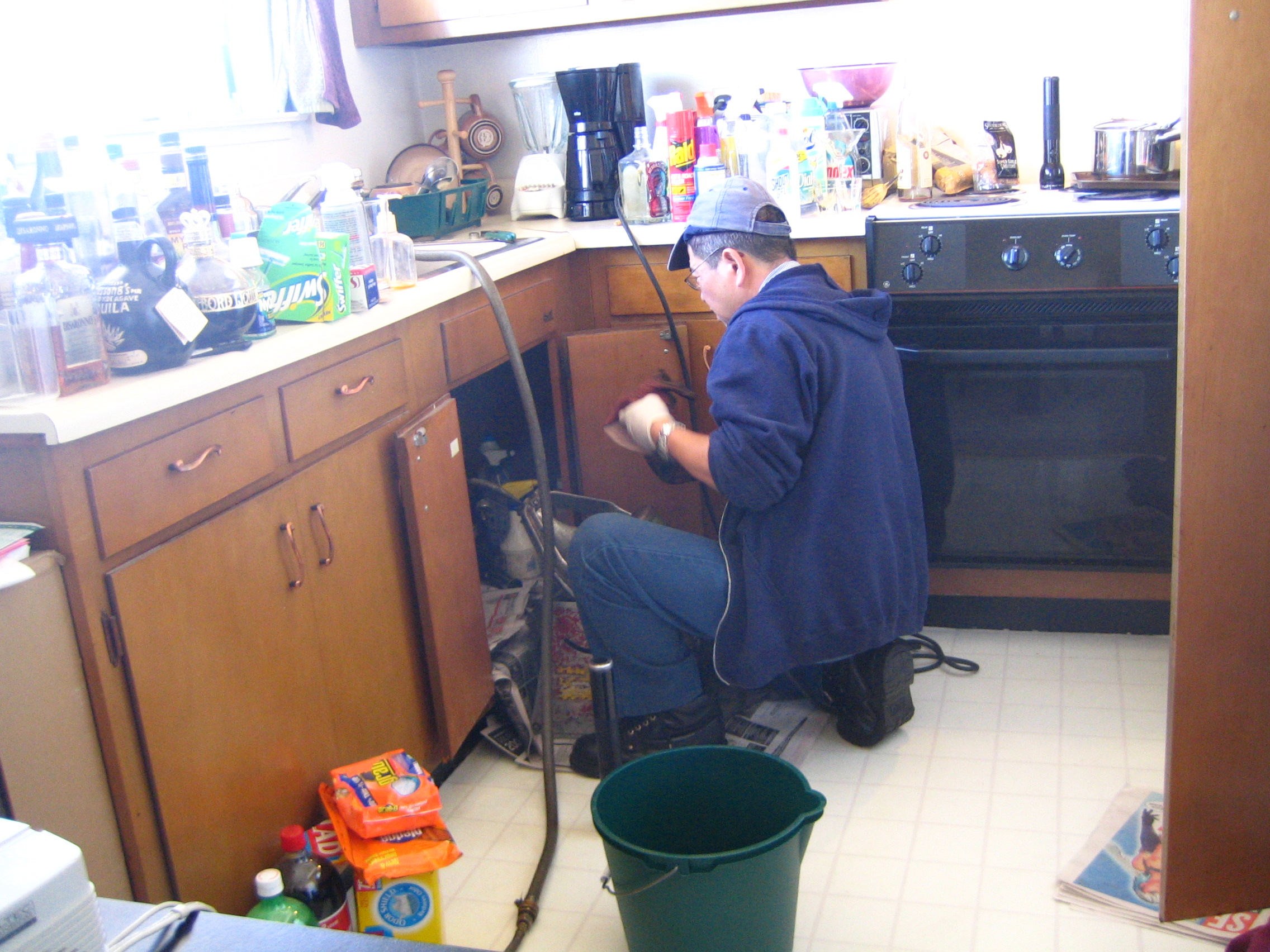
Сантехник за работой

Санте́хник (сокращение от «санитарный техник») — специалист, занимающийся ремонтом, установкой и обслуживанием водопроводных и канализационных систем в крупных городах и сельской местности.

## История возникновения
Происхождение слова «сантехник» восходит к Римской империи, где в трубопроводах и водосточных трубах использовали свинец, который также использовался для изготовления труб и строительства ванн. Латинское слово для свинца — plumbum. В средние века любого, кто работал со свинцом, называли водопроводчиком. Это упоминание можно увидеть из отрывка о рабочих, ремонтирующих крышу в Вестминстерском дворце: «Гилберту Вестминстерскому, водопроводчику, работающему над крышей кладовой малого зала, покрывая ее свинцом, и над различными дефектами на крыше малого зала».

## Виды работ слесаря-сантехника
Чтобы стать квалифицированным сантехником, требуются годы обучения и/или опыта. В некоторых юрисдикциях сантехникам также требуется иметь лицензию.
К основным трудовым задачам и навыкам сантехника относятся:
- Чтение чертежей и спецификаций для определения схемы расположения систем водоснобжения, канализации и вентиляции.
- Выявление неисправностей в сантехнических приборах и системах, правильная дигностика причин и устранение повреждения.
- Установка, ремонт и обслуживание бытовых, коммерческих и промышленных сантехнических приборов и систем.
- Определение местоположения и разметка мест для трубных соединений, проходных отверстий и креплений в стенах, потолках и полах.
- Измерение, резка, гибка и нарезание резьбы на трубах с использованием ручных или механических электроинструментов.
- Соединение труб и фитингов с использованием методов пайки, компрессионных фитингов, резьбовых фитингов, пуш-фитингов и сварки.
- Проверка труб на герметичность с помощью воздушных или водяных манометров.
- Соблюдение всех норм безопасности.

В 2015 году профессия «сантехник» была внесена Министерством труда Российской Федерации в список 50 наиболее перспективных и востребованных профессий, требующих среднего профессионального образования.

## Опасности
Существует множество видов опасностей для сантехника. К ним относятся поражение электрическим током, растяжения, вывихи, порезы, разрывы, синяки, ушибы, переломы, ожоги, ошпаривания, попадание инородных тел в глаза, а также грыжи.
Сантехники рискуют заразиться при работе с человеческими отходами во время ремонта канализационных систем, которые могут содержать инфекционные заболевания, такие как холера, тиф, гепатит, полиомиелит, криптоспоридиоз, аскаридоз и шистосомоз.

## Инструмент и средства защиты
Для работы в канализационных и водопроводных системах, сантехниками используется ряд инструментов, к которым относятся:
- Ключи разводные, рожковые, трубные, цепные, самозажимные, специализированные фигурные (для «американок» и пр.) трубчатые (для смесителей и пр.), шестигранные и т. д.
- Электрические резьбонарезные станки, клуппы для ручной нарезки резьб на трубах, различные метчики и плашки.
- Отвёртки, пассатижи, молотки, кувалды, зубила, шлямбуры, измерительные рулетки, тиски.
- Тросы для прочистки канализационных труб и электрические прочистные машинки.
- Трубогибы ручные, гидравлические ручные и гидравлические с электроприводом.
- Электроинструмент для резки металлов и сверления отверстий — отбойные молотки, УШМ, дрели, перфораторы.
- Различные пресс-клещи для опрессовки соединений при сборке трубопроводов, аппараты для сварки полипропиленовых труб и пр.
- Переносные электрические лампы, прожекторы.
- Аккумуляторные ручные фонари.
- Кабельные удлинители.
- Паяльные лампы и газовые горелки.
- Бензиновые и электрические насосы, помпы, шланги, рукава.

Средства индивидуальной защиты:
- Защитные очки.
- Респираторы.
- Перчатки кольчужные (для работы с электротросом) и матерчатые.

- Спецодежда и спецобувь.

## Расходные материалы
Материалы для уплотнения резьбовых и иных соединений:
Лён сантехнический, пасты уплотнительные, анаэробные герметики, фум-ленты, асбестовый шнур, прядь смоляная (каболка), сальниковая набивка графитовая, фум ленты, нити уплотнительные, резиновые и паронитовые прокладки, болты и гайки (для болтовых фланцевых соединений), силиконовые смазки для монтажа раструбной канализации.
Оборудование, системы и узлы:
- Трубы — полимерные, металлополимерные, ПВХ, нержавеющей стали, меди и металла.
- Соединительные фитинги для труб — обжимные, пресс-фитинги, припаиваемые, свариваемые, резьбовые (короткие и длинные сгоны, тройники, уголки, муфты, цапковые соединения, «американки»). По материалам исполнения — медные, стальные, чугунные, бронзовые, полимерные, латунные.
- Трубопроводная арматура — задвижки, обратные клапаны, предохранительные и перепускные клапаны.
- Сантехническое оборудование (мойки, ванны, раковины, унитазы, биде, клозетные чаши, бачки), отопительные котлы, водогрейные газовые колонки, бойлеры косвенного нагрева, отопительные приборы, теплообменники, элеваторы и сопла, водосчётчики, теплорежимные клапаны, термометры, манометры и термоманометры (КИПиА), катушки, грязевики и фильтры с обратным осмосом, сифоны и обвязки, отстойники, конденсатоотводчики, расширительные баки, воздухоотводчики в системе отопления для стравливания воздуха (краны «Маевского» для радиаторов отопления), гребенки и гидравлические разделители (гидрострелки), циркуляционные и рецеркуляционные насосы (для циркуляции отопления и рециркуляции ГВС в автономных системах).

- Различные системы отопления, горячего и холодного водоснабжения, канализации, водомерные узлы, теплоэнергоустановки (в теплоцентрах).

## В искусстве

Памятник сантехнику в Ростове-на-Дону

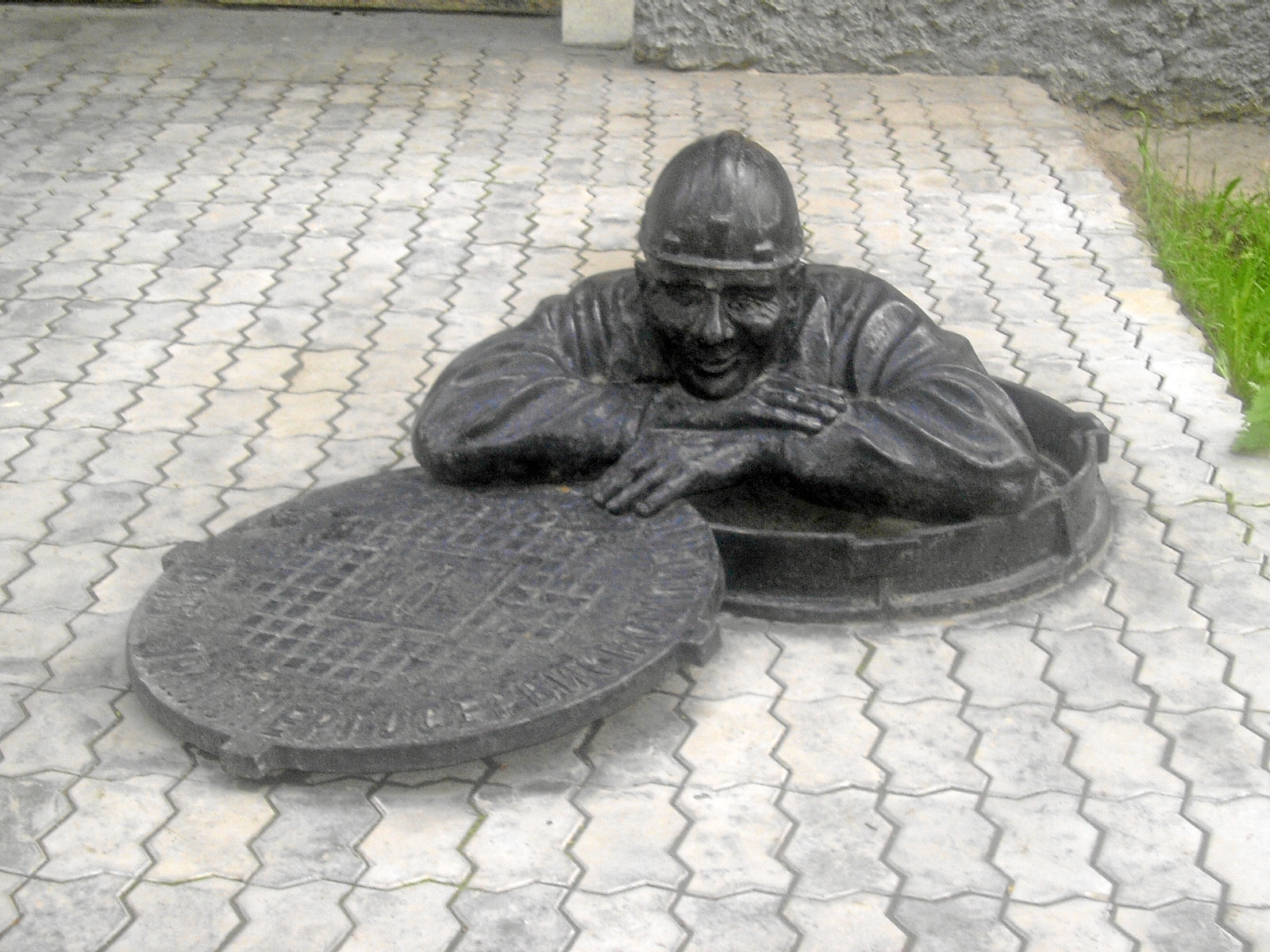
Памятник сантехнику в Екатеринбурге

- В Москве, в районе Тропарёво-Никулино есть памятник сантехнику[2].
- В Ростове-на-Дону в 2016 году в переулке Соборном установлен памятник сантехнику[3].